# Cryptophorellia tarsata
Cryptophorellia tarsata är en tvåvingeart som beskrevs av Amnon Freidberg och Albany Hancock 1989. Cryptophorellia tarsata ingår i släktet Cryptophorellia och familjen borrflugor.
Artens utbredningsområde är Uganda. Inga underarter finns listade i Catalogue of Life.